# Ectropis emphona
Ectropis emphona är en fjärilsart som beskrevs av Louis Beethoven Prout 1925. Ectropis emphona ingår i släktet Ectropis och familjen mätare. Inga underarter finns listade i Catalogue of Life.